# Juzes
Juzes település Franciaországban, Haute-Garonne megyében. Lakosainak száma 67 fő (2022. január 1.). Juzes Maurens, Beauville, Bélesta-en-Lauragais, Lux, Mourvilles-Hautes és Vaux községekkel határos.

## Népesség
A település népességének változása:
| Lakosok száma | 97   | 91   | 72   | 97   | 86   | 93   | 85   | 69   | 67   | 67   |
|               | 1968 | 1982 | 1990 | 2006 | 2013 | 2015 | 2017 | 2019 | 2020 | 2022 |